# Cavalleria de Santa Maria
La Cavalleria de Santa Maria o simplement Santa Maria va ser una antiga possessió de Santa Maria del Camí situada a la cruïlla dels camins de Passatemps, Sant Jordi, Coanegra, Sóller i Muro, no lluny del camí d'Inca. Part de la seva antiga superfície és ocupada pel nucli urbà del poble.
El terme de Santa Maria, que havia format part del districte musulmà de Canarrossa, a partir del Repartiment va pertànyer a Bernat de Santa Eugènia i a Gilabert de Cruïlles. L'1 d'octubre de 1315 el rei Sanç de Mallorca concedí la Cavalleria de Santa Maria del Camí a Bernat de Torrella. A partir d'aquí, la successió de la propietat es va mantenir per línia masculina, de pares a fills, fins al 1521. Aquest any la vídua de Pere Ignasi Torrella, Magdalena, la va vendre al seu cunyat Cristòfol Alfons Torrella.

## Terres incloses
El 1601 la Cavalleria confrontava amb el camí de Sencelles, Buc, camí dels Moliners, camí de Coanegra, Molí de Son Boadella dit Son Torrelleta, camí de Coanegra a Ciutat, Son Sureda i Son Maiol. El 1613 la Cavalleria incloïa els rafals dels Polls (o Camp dels Polls entre el Camí de Coanegra a Ciutat i el Camí del Raiguer), Son Porro (terres compreses en la confluència dels camins de Sóller i Inca a partir del pou o sínia, el rafal de les Alzines (terres compreses entre el Camí d'Inca i el Camí de Sóller, a l'esquerra del carrer Llarg) i el rafal de Santa Maria on hi havia l'església, l'escrivania i les cases majors de la possessió.

## Establiment de la cavalleria
El 1623 morí Pràxedis Torrella i Ballester, als 9 anys, darrera descendent dels Torrella de la Cavalleria. La nova hereva va ser la mare de Pràxedis, Aina Ballester i Garau, esposa de Francesc Alfons Torrella i Dureta. A aquesta la succeí Quitèria Ballester i Garau, la seva germana, casada amb Salvador d'Olesa i Sureda, i per testament de Quitèria de 1653 l'hereu fou Salvador Ballester d'Olesa i Descatllar.
Quitèria Ballester inicià l'establiment de la gran propietat. El primer establiment és de l'11 d'octubre de 1625. A partir de 1626 s'estableixen terres i cases aferrades a les cases majors de la Cavalleria, on existia la petita vila antiga. També en el període 1625-1680 hi ha 168 establits que afecten 761 quarterades de terra. Mossènyer Nicolau Borràs, futur benefactor social del poble, és un dels compradors.

## La formació del nucli urbà de Santa Maria
Els establits fets per Quitèria Ballester el 1637 ja parlen de la plaça comuna, en el punt on confluïa el Camí de Muro i el de Sóller (o de Bunyola). En el seu entors s'estableixen, de 1637 a 1674, 105 trasts de 3 destres d'amplària per 5 de llargària (12,64 m. per 21,67 m.), que conformen la vila de Santa Maria del Camí. Entorn de la plaça, on s'edificarà la Casa de la Vila apareixen els carrers entorn del Camí de Muro (avui Josep Calafat), carrer de l'Església i els carrers que neixen del futur carrer Llarg. Successives parcel·lacions varen originar el nucli dels Hostals a la vora del Camí d'Inca.